# Lusitana Paixão
Lusitana Paixão é uma telenovela portuguesa transmitida entre 24 de Fevereiro de 2003 a 20 de Fevereiro de 2004 na RTP1. Foi transmitida no horário das 18 horas, horário que já não era utilizado para a transmissão de uma telenovela desde 1995, quando a RTP1 exibiu a novela Pantanal. Devido às baixas audiências, passou a ser transmitida em meios episódios, até setembro de 2003, quando passou a ser transmitida às 14h, a seguir ao Jornal da Tarde. Esta telenovela da RTP teve 150 episódios de produção e é da autoria de Francisco Moita Flores.

## Sinopse
Eça de Queirós foi a inspiração de Francisco Moita Flores para constituir a história de uma novela que tem como pano de fundo o retrato de Portugal no século XXI. E porque sempre que se fala da obra de Eça, fala-se de romance, o amor é a pedra de toque de todo o desenrolar da "Lusitana Paixão". Amar é sofrer... já alguém dizia... mas e se dois corpos que se amam profundamente descobrem que não podem ficar juntos? Tudo começa, quando Carlos Lencastre (Albano Jerónimo) recém formado em Medicina, culto, charmoso, apaixonado pela vida e por mulheres bonitas regressa a Lisboa para viver com o avô no Ramalhete, mansão de família há já muito tempo fechada. Afonso Lencastre (Mário Jacques) é o guardião dos segredos dos Lencastre e o seu objectivo é descobrir a neta, que ele nunca conheceu. Carlos deixa-se mover pelo gosto da conquista e não perde tempo para se envolver com Teresa Estrela D`Alva (Filomena Gonçalves), esposa do deputado Alexandrino (João Lagarto), homem que só pensa na política e nas aparências, ou seja, um bota-de-elástico.
Todavia ainda não será esta a mulher da sua vida...
João Moniz (Gonçalo Waddington), amigo íntimo de Carlos, encarna a figura de boémio, excêntrico e revolucionário e ocupa um papel de grande relevo no desenrolar da intriga.
Mas os maus da fita também existem semeando mentira, inveja e discórdia nas questões mais diversas, como é o caso de Beatriz Lencastre (Fernanda Lapa), irmã de Afonso e inimiga dele, que tenta utilizar a empresa do Grupo Lencastre para enfrentar o irmão, por causa de desavenças familiares passadas há muitos anos, e o marido de Maria Eduarda (Teresa Negrão), o brasileiro Castro Guimarães (Flávio Galvão), que quer aliar-se com Afonso por motivos financeiros mas outros interesses o movem a fazê-lo.. Assuntos religiosos, políticos, negócios obscuros, jornalismo, solidariedade.

### Elenco
| Ator                | Personagem                          |
| ------------------- | ----------------------------------- |
| Albano Jerónimo     | Carlos Lencastre                    |
| Alexandre Pinto     | Artur Silva                         |
| Carla Chambel       | Margarida Silva                     |
| Carla Maciel        | Clara                               |
| Carlos Mendes       | Tomé Cantor (José Benevides Fialho) |
| Carolina Castelinho | Rosa                                |
| Fernanda Lapa       | Beatriz Lencastre                   |
| Fernando Gomes      | Silva                               |
| Filomena Gonçalves  | Teresa Estrela D'Alva               |
| Flávio Galvão       | Castro Guimarães (Timóteo)          |
| Gonçalo Waddington  | João Moniz                          |
| Henrique Mendes     | Padre Custódio                      |
| Isabel Medina       | Clarisse Lourenço                   |
| João Baptista       | Miguel Estrela D'Alva               |
| João D'Ávila        | Gonçalo Cohen                       |
| João Didelet        | Augusto Salada                      |
| João Lagarto        | Alexandrino Estrela D'Alva          |
| Luís Lucas          | Manuel Vilaça                       |
| Luís Mascarenhas    | Gouveia                             |
| Manuel Wiborg       | Padre Eurico                        |
| Márcia Breia        | Genoveva Silva                      |
| Mário Jacques       | Afonso Lencastre                    |
| Rita Lello          | Raquel Cohen                        |
| Sandra Faleiro      | Miss Sarah                          |
| Sara Norte          | Sofia Cohen                         |
| Teresa Negrão       | Maria Eduarda                       |

### Elenco Adicional
| Ator                     | Personagem                          |
| ------------------------ | ----------------------------------- |
| Álvaro Faria             | Visconde de Couratos                |
| Anabela Moreira          | Maria                               |
| Ana Rita Tristão         | Virgínia                            |
| António Cid              | Sócio do Clube                      |
| António Miguens          | Funcionário da Câmara de Pinhais    |
| Augusto Portela          | Professor Leitão                    |
| Benjamim Falcão          | Deputado Cristiano                  |
| Cândido Ferreira         | Jonas                               |
| Carlos Curto             | Jerónimo                            |
| Carlos Oliveira          | Jornalista                          |
| Carlos Vieira d'Almeida  | Padre                               |
| Carloto Cotta            | Colega de teatro de Miguel          |
| Carmen Santos            | Juíza no processo de Artur          |
| Clara Nogueira           | Felisberta                          |
| Cláudia Teixeira         | Salomé                              |
| Cristovão Campos         | Comparsa de Artur                   |
| Durval Lucena            | Alberto Cardoso                     |
| Eurico Lopes             | Jorge                               |
| Félix Fontoura           | Comparsa de Artur                   |
| Fernando Tavares Marques | Delegado de Resende                 |
| Figueira Cid             | Empresário                          |
| Filipe Garcia            | Diogo                               |
| Florbela Queiroz         | Hortense Novais                     |
| Francisco Brás           | Encenador da peça de Miguel         |
| Francisco Moita Flores   | Funcionário do teatro               |
| Henrique Pinho           | Guarda prisional                    |
| Igor Sampaio             | Médico de Beatriz                   |
| Inês Almeida             | Rita Novais                         |
| Isabel Ganilho           | Alice                               |
| João Cabral              | Director do canal de televisão      |
| João Maria Pinto         | Presidente da Junta                 |
| João Neto                | Motorista de Gonçalo                |
| Joaquim Guerreiro        | Recluso que partilha cela com Artur |
| John Wolf                | Paulo Cavalinho                     |
| Jorge Paixão da Costa    | Toni                                |
| Jorge Pinto              | Engenheiro Celestiano Saúde         |
| Jorge Sequerra           | Deputado João Libório               |
| Jorge Silva              | Camilo / Camelo Neves               |
| José Mora Ramos          | Júlio                               |
| Júlia Pinheiro           | Jacinta                             |
| Lourenço Henriques       | Francisco                           |
| Manuel Castro e Silva    | Engenheiro Leocádio                 |
| Manuela Santos           | Gertrudes                           |
| Maria João Sobral        | Madame Zica                         |
| Maria Simões             | Maria (Empregada dos Cohen)         |
| Marques D'Arede          | Ministro Ezequiel                   |
| Milou                    | Amante de Augusto                   |
| Nádia Estadieu           | Carlota                             |
| Nuno Guerreiro           | Médico                              |
| Paula Guedes             | Maria Natércia                      |
| Paula Farinhas           | Florista                            |
| Paula Pais               | Cabeleireira                        |
| Pedro Alpiarça           | Pastor                              |
| Pedro Cavaleiro          | Bernardo                            |
| Pedro Górgia             | Dr. Álvaro Rodrigues                |
| Quimbé                   | Lobão                               |
| Raul Atalaia             | GNR que detém Augusto Salada        |
| Rita Alagão              | Leonor Monteiro                     |
| Roberto Candeias         | Jeremias                            |
| Rogério Jacques          | Deputado                            |
| Rómulo Fragoso           | Colega de teatro de Miguel          |
| Rui David                | Engenheiro da fábrica de automóveis |
| Rui Fernandes            | Sócio do clube                      |
| Rui Luís                 | Deputado Ricardo Trigueirão         |
| Rui Quintas              | Rui                                 |
| Sara Prata               | Colega de teatro de Miguel          |
| Susana Arrais            | Marta                               |
| Susana Vitorino          | Daniela Almeida                     |